# Orde van Prince Edward Island
De Orde van Prince Edward Island (Engels: "Order of Prince Edward Island") is een in 1996 ingestelde onderscheiding van de Canadese provincie Prince Edward Island.
Ieder jaar worden drie benoemingen gedaan. De Orde beloont inwoners en oud-inwoners voor hun bijdrage aan economie, cultuur en welzijn.